# Ferdinand Frithum
Ferdinand Frithum (2 marzo 1891 – 9 giugno 1957) è stato un allenatore di calcio e calciatore austriaco, di ruolo centrocampista.

## Carriera
Giocò per First Vienna e Wiener AC, squadra con la quale vinse il campionato austriaco nel 1915. Si ritirò nel 1923 per lavorare per la ditta di spedizioni Schenker & Co, ma tornò al calcio nel 1926 in veste di allenatore del First Vienna. Ricoprì l'incarico per quasi un decennio e la sua gestione fu uno dei periodi di maggior gloria nella storia del club: lo portò infatti a vincere 2 campionati (1930-1931, 1932-1933), 2 Coppe d'Austria (1928-1929, 1929-1930) ed 1 Coppa Mitropa (1931). Allenò inoltre il Metz in Francia.

## Palmarès

### Giocatore

#### Competizioni nazionali
- Campionato austriaco: 1

Wiener AC: 1914-1915

### Allenatore

#### Competizioni nazionali
- Campionato austriaco: 2

First Vienna: 1930-1931, 1932-1933
- Coppa d'Austria: 2

First Vienna: 1928-1929, 1929-1930

#### Competizioni internazionali
- Coppa dell'Europa Centrale: 1

First Vienna FC: 1931